# Palloptera anderssoni
Palloptera anderssoni is een vliegensoort uit de familie van de Pallopteridae. De wetenschappelijke naam van de soort is voor het eerst geldig gepubliceerd in 1999 door Rotheray & MacGowan.